# La Vancelle
Vancelle – miejscowość i gmina we Francji, w regionie Grand Est, w departamencie Dolny Ren.
Według danych na rok 1990 gminę zamieszkiwały 294 osoby, a gęstość zaludnienia wynosiła 37 osób/km² (wśród 903 gmin Alzacji Vancelle plasuje się na 597. miejscu pod względem liczby ludności, natomiast pod względem powierzchni na miejscu 325.).